# هانس فریدریش
هانس فریدریش (آلمانی: Hans Friderichs؛ زادهٔ ۱۶ اکتبر ۱۹۳۱) سیاست‌مدار اهل آلمان است. وی از ۱۵ دسامبر ۱۹۷۲ تا ۷ اکتبر ۱۹۷۷ وزیر اقتصاد این کشور بود.